# 376

## Narození
- Cyril Alexandrijský, teolog a učitel církve († 27. června 444)
- Alarich I., vizigótský král († 410)

## Úmrtí
- Ermanarich

## Hlavy států
- Papež – Damasus I. (366–384)
- Římská říše – Valens (východ) (364–378), Gratianus (západ) (375–383) + Valentinianus II. (západ) (375–392)
- Perská říše – Šápúr II. (309–379)